# Eilicrinia mediofasciata
Eilicrinia mediofasciata là một loài bướm đêm trong họ Geometridae.